# Halictus levibasis
Halictus levibasis är en biart som beskrevs av Cockerell 1939. Halictus levibasis ingår i släktet bandbin, och familjen vägbin. Inga underarter finns listade i Catalogue of Life.